# Karolina Pahlitzsch
Karolina Herta Christina Pahlitzsch (* 5. April 1994 in Berlin) ist eine deutsche Leichtathletin, die sich auf die 400-Meter-Distanzen Sprint, Hürden und Staffel spezialisiert hat. In den USA bestreitet sie auch 600- und 800-Meter-Distanzen, sowohl in der Halle als auch im Freien.

## Berufsweg
Pahlitzsch besuchte die Werner-Seelenbinder-Schule, ein Sportgymnasium in Berlin-Lichtenberg. Ihr Berufswunsch ist es, Ärztin zu werden, weshalb sie 2014 in die USA ging und an der University of Nebraska-Lincoln ein Psychologiestudium aufnahm. Schon in Berlin trat sie den Huskers der Universität bei, an der sie drei Jahre blieb, bis sie an die University of Arizona in Tucson wechselte und dort im Mai 2019 ihre Bachelorarbeit fertigstellte.

## Sportliche Karriere
Karolina Pahlitzsch war schon als 16-Jährige in höheren Altersklassen erfolgreich: so 2010 als Deutsche U20-Vizemeisterin mit der 4-mal-400-Meter-Staffel oder mit dem Bronzerang beim 400-Meter-Hürdenlauf der Deutschen U18-Meisterschaften.
2011 wurde sie über 400 Meter Hürden mit Saisonbestleistung Deutsche U18-Meisterin und kam bei den U18-Weltmeisterschaften bis ins Halbfinale.
2012 errang Pahlitzsch Bronze bei den Deutschen U20-Meisterschaften über die Langhürden.
2013 holte sie mit der 4-mal-400-Meter-Staffel bei den Deutschen U20-Meisterschaften den Titel. Über 400 Meter Hürden errang Pahlitzsch bei den U20-Europameisterschaften den 7. Platz und wurde über die gleiche Distanz Deutsche U20-Vizemeisterin.
2014 konnte Pahlitzsch in der höheren Altersklasse über die Langhürden Deutsche U23-Vizemeisterin werden.
2015 nahm sie in den USA in der Hallensaison an sechs Wettkämpfen teil, wobei Pahlitzsch beim 200- und 600-Meter-Lauf persönliche Bestleistungen aufstellte, und in der Freiluftsaison konkurrierte sie ungebunden. Bei den Deutschen U23-Meisterschaften erreichte sie über die Hürden den 4. Platz und bei den Deutschen Meisterschaften Platz 7.
2016 gewann Pahlitzsch während der US-amerikanischen Hallensaison zwei 600-Meter-Läufe, ein 200- sowie ein 400-Meter-Rennen und stellte eine neue persönliche Bestzeit über 400 Meter auf. In der Freiluftsaison holte sie über die Langhürden in den USA zwei Siege und steigerte sich auf 57,95 s, was die bis dato siebtbeste Zeit in der Geschichte der University of Nebraska darstellte. Bei den Deutschen Meisterschaften kam Pahlitzsch auf Platz 6.
2017 schied sie über die Langhürden bei den Deutschen Meisterschaften im Vorlauf aus.
2018 trat Pahlitzsch in der Hallensaison in den USA bei drei Wettkämpfen an. Sie gewann den 600-Meter-Lauf in persönlicher Bestzeit von 1:29,23 min beim Texas Tech Shootout in Lubbock. In der Freiluftsaison nahm sie bei acht US-Wettkämpfen teil, steigerte ihre persönlichen Bestzeiten beim 400- und 800-Meter-Lauf sowie beim 400-Meter-Hürdenlauf und konkurrierte bei den NCAA Championships und der NCAA West Preliminary Round. Bei den Deutschen Meisterschaften startete Pahlitzsch im 400-Meter-Lauf und belegte den 5. Platz. Mit der Langstaffel erreichte sie bei den Europameisterschaften Rang 6.
2019 ging Pahlitzsch in den USA während der Hallensaison fünfmal an den Start. In der Freiluftsaison trat sie acht Mal an, verbesserte ihre Zeiten über die Langhürden und die Stadionrunde, die sie zweimal siegreich beendete. Bei den Europaspielen kam Pahlitzsch mit der Mixed-Staffel auf den 5. Platz. Bei der Sparkassen-Gala in Regensburg lief sie die 400 Meter mit 52,60 s erstmals unter 53 Sekunden und lag damit an zweiter Stelle der deutschen Jahresbestenliste. Eine Woche später wurde sie auf der Stadionrunde Deutsche Vizemeisterin. Bei den Weltmeisterschaften in Doha lief Pahlitzsch in der Mixed-Staffel, die das Finale nicht erreichen konnte.
Pahlitzsch gehört zum Perspektivkader des Deutschen Leichtathletik-Verbandes (DLV).

## Vereinszugehörigkeiten
Karolina Pahlitzsch startet seit 2020 für die LG Nord Berlin. Sie war dem SV Preußen Berlin angehörig von 2014 bis 2019 und war zuvor seit 2011 bei der LG Nike Berlin zu der sie vom LAC Berlin kam. 

## Bestzeiten
(Stand: 30. Oktober 2019)
Halle
- 400 m: 54,67 s, Fayetteville (Arkansas), 12. Februar 2016
- 600 m: 1:29,23 min, Lubbock (Texas), 9. Februar 2018
- 800 m: 2:14,06 min, Lubbock (Texas), 8. Februar 2019
- 4 × 400 m: 3:35,56 min, Lubbock (Texas), 10. Februar 2018

Freiluft
- 400 m: 51,88 s, Braunschweig, 9. August 2020
- 400 m Hürden: 57,10 s, Tucson (Arizona), 12. Mai 2019
- 4 × 400 m: 3:30,33 min, Berlin, 11. August 2018
- 4 × 400 m Mixed: 3:17,85 min, Doha (Katar), 28. September 2019

## Erfolge
national
- 2010: 4. Platz Deutsche U20-Hallenmeisterschaften (4 × 200 m)
- 2010: Deutsche U20-Vizemeisterin (4 × 400 m)
- 2010: 3. Platz Deutsche U18-Meisterschaften (400 m Hürden)
- 2011: 6. Platz Deutsche U20-Hallenmeisterschaften (400 m)
- 2011: Deutsche U18-Meisterin (400 m Hürden)
- 2012: 3. Platz Deutsche U20-Meisterschaften (400 m Hürden)
- 2013: 6. Platz Deutsche U20-Hallenmeisterschaften (4 × 200 m)
- 2013: 7. Platz Deutsche U20-Hallenmeisterschaften (400 m)
- 2013: 5. Platz Deutsche U23-Meisterschaften (400 m Hürden)
- 2013: Deutsche U20-Vizemeisterin (400 m Hürden)
- 2013: Deutsche U20-Meisterin (4 × 400 m)
- 2014: Deutsche U23-Vizemeisterin (400 m Hürden)
- 2014: 8. Platz Deutsche Meisterschaften (400 m Hürden)
- 2015: 4. Platz Deutsche U23-Meisterschaften (400 m Hürden)
- 2015 7. Platz Deutsche Meisterschaften (400 m Hürden)
- 2016: 6. Platz Deutsche Meisterschaften (400 m Hürden)
- 2017: 14. Platz Deutsche Meisterschaften (400 m Hürden)
- 2018: 5. Platz Deutsche Meisterschaften (400 m)
- 2019: Deutsche Vizemeisterin (400 m)

international
- 2011: Halbfinale U18-Weltmeisterschaften (400 m Hürden)
- 2013: 7. Platz U20-Europameisterschaften (400 m Hürden)
- 2018: 6. Platz Europameisterschaften (4 × 400 m)
- 2019: Teilnehmerin Weltmeisterschaften (4 × 400 m Mixed)